# Parhomivți, Hmelnîțkîi
Parhomivți (în ucraineană Пархомівці) este o comună în raionul Hmelnîțkîi, regiunea Hmelnîțkîi, Ucraina, formată numai din satul de reședință.

## Demografie
Componența lingvistică a comunei Parhomivți
     Ucraineană (98,32%)
     Rusă (1,47%)
     Alte limbi (0,11%)
Conform recensământului din 2001, majoritatea populației comunei Parhomivți era vorbitoare de ucraineană (98,32%), existând în minoritate și vorbitori de rusă (1,47%).